# کارن میاما
کارن میاما (انگلیسی: Karen Miyama; ۱۲ دسامبر ۱۹۹۶ – ) بازیگر، صداپیشه، و بازیگر خردسال اهل ژاپن بود. وی از سال ۲۰۰۲ میلادی تاکنون مشغول فعالیت بوده‌است.